# دنا رجب
دنى رجب هي مدربة كرة قدم سعودية تشغل منصب المدربة المساعدة لمنتخب السعودية للسيدات.

## الحياة المبكرة
بدأت رجب لعب كرة القدم في سن التاسعة. نشأت في الولايات المتحدة.

## المسيرة المهنية
أدارت رجب فريق الشباب السعودي. بعد ذلك، تم تعيينها مساعدة مدرب لمنتخب السعودية للسيدات.

## الحياة الشخصية
حصلت رجب على رخصة التدريب الآسيوية فئة "A"، ووصفت بأنها "من أوائل السيدات في السعودية اللاتي حصلن على هذه الرخصة".